# Zsuzsanna Vörös
Zsuzsanna Vörös (* 4. Mai 1977 in Székesfehérvár) ist eine ungarische Sportlerin, die im Modernen Fünfkampf aktiv ist.
Bei den Olympischen Sommerspielen 2000 in Sydney belegte sie den 15. Platz im Einzelwettbewerb der Frauen. Vier Jahre später bei den Spielen 2004 in Athen gewann sie die Goldmedaille. Bei ihrer dritten Olympiateilnahme 2008 in Peking erreichte sie den 20. Rang.
Darüber hinaus wurde sie in den Jahren 1999, 2003 und 2004 Einzelweltmeisterin sowie 1998, 2002 und 2005 Vizeweltmeisterin. Bei Mannschaftsweltmeisterschaften errang sie mit dem ungarischen Team 2002 eine Goldmedaille, 2005 eine Silbermedaille sowie 1998, 2003, 2006 und 2007 eine Bronzemedaille. In den Jahren 2000 und 2006 belegte sie außerdem bei Europameisterschaften den ersten sowie 2003 den zweiten Platz in der Einzelkonkurrenz. Mit der Mannschaft wurde sie 2000 und 2003 Europameisterin, 2005 und 2009 gewann das ungarische Team die Bronzemedaille.
In ihrem Heimatland wurde sie 2005 zur „Sportlerin des Jahres“ gewählt.